# Сеп, Хрвойе
Хрвойе Сеп (англ. Hrvoje Sep; род. 26 февраля 1986, Винковци, Вуковарско-Сриемска, Хорватия) — хорватский боксёр-профессионал, выступающий в полутяжёлой весовой категории. Участник Олимпийских игр (2016), двукратный бронзовый призёр чемпионата Европы (2011, 2015), бронзовый призёр чемпионата ЕС (2009), многократный победитель и призёр национального первенства в любителях.
Лучшая позиция по рейтингу BoxRec — 83-я (октябрь 2022) и являлся 1-м среди хорватских боксёров полутяжёлой весовой категории, — входя в ТОП-85 лучших полутяжёловесов всей планеты.

## Любительская карьера
В июне 2009 года, в Оденсе (Дания) стал бронзовым призёром на чемпионате Европейского союза в весе до 81 кг.
В июне 2011 года, в Анкаре (Турция) стал бронзовым призёром на чемпионате Европы в весе до 81 кг, где он в четвертьфинале по очкам (счёт: 21:15) победил опытного француза Абделькадера Бухения, но затем в полуфинале по очкам (счёт: 20:32) проиграл опытному россиянину Никите Иванову.
В сентябре 2011 года, в Баку (Азербайджан) участвовал на чемпионате мира в весе до 81 кг, но в 1/16 финала соревнований, в конкурентном бою, по очкам проиграл опытному боснийцу Джемалу Босняку.
В июне 2013 года участвовал на чемпионате Европы в Минске (Белоруссия) в весе до 81 кг, где он в четвертьфинале по очкам (счёт: 0:3) проиграл опытному белорусу Сергею Новикову.
В августе 2015 года, в Самокове (Болгария) вновь стал бронзовым призёром на чемпионате Европы в весе до 81 кг, где он в четвертьфинале по очкам (счёт: 2:1) победил болгарина Радослава Панталеева, но затем в полуфинале по очкам (счёт: 0:3) проиграл опытному ирландцу Джозефу Уорду.
В октябре 2015 года, в Дохе (Катар) участвовал чемпионате мира в весе до 81 кг, где он в 1/16 финала соревнований по очкам (счёт: 3:0) победил колумбийца Хуана Карлоса Каррильо, затем в 1/8 финала по очкам (счёт: 3:0) победил австралийца Аарона Спагньоло, но затем в четвертьфинале по очкам (счёт: 0:3) проиграл опытному кубинцу Хулио Сесару ла Крусу.
В 2013—2015 годах он активно принимал участие в боях полупрофессиональной лиги World Series of Boxing (WSB) выступая за казахстанскую команду «Astana Arlans», где побеждал таких опытных боксёров как: Сергей Лапин, Стивен Нельсон и других.
По итогам сезона 2014/2015 годов ставший вторым в рейтинге WSB кубинец Хулио Сесар ла Крус в октябре 2015 года стал победителем чемпионата мира в Дохе. Благодаря этому, Олимпийская лицензия, в соответствии с рейтингом WSB, перешла к, занявшему в нём третье место хорватскому боксёру Хрвойе Сепу. 
И в августе 2016 года на Олимпийских играх в Рио-де-Жанейро (Бразилия), в первом раунде соревнований победил (со счётом 2:1) опытного египтянина Абдельрахмана Салаха Ораби, но затем в 1/8 финала соревнований по очкам (0:3) потерпел поражение от опытного бразильца Мишеля Боржиса.

## Профессиональная карьера в боксе
22 апреля 2017 года дебютировал на профессиональном боксёрском ринге в городе Любляна (Словения), в своём первом профессиональном бою в полутяжёлом весе победив нокаутом в 1-м же раунде серба Милана Петровича (дебют).
5 ноября 2021 года в Риме (Италия) единогласным решением судей (счёт: 60-54 — трижды) победил опытного 42-летнего украинского гейткипера Сергея Демченко (23-15-1).
1 апреля 2022 года в Барселоне (Испания) единогласным решением судей (счёт: 75-77, 75-78 — дважды) проиграл опытному латвийскому слаггеру Ричарду Болотнику (18-6-1).

## Статистика профессиональных боёв
В таблице перечислены результаты всех поединков боксёров.
В каждой строке указан результат поединка. Дополнительно номер поединка обозначен цветом, который обозначает итог поединка. Расшифровка обозначений и цветов представлена в нижеследующей таблице.
| Пример | Расшифровка                     |
| ------ | ------------------------------- |
|        | Победа                          |
|        | Ничья                           |
|        | Поражение                       |
|        | Планируемый поединок            |
|        | Поединок признан несостоявшимся |
| КО     | Нокаут                          |
| ТКО    | Технический нокаут              |
| PTS    | Решение судей (по очкам)        |
| UD     | Единогласное решение судей      |
| MD     | Решение большинства судей       |
| SD     | Раздельное решение судей        |
| RTD    | Отказ от продолжения боя        |
| DQ     | Дисквалификация                 |
| NC     | Поединок признан несостоявшимся |

| 13 поединков, 12 побед (9 нокаутом), 1 поражение. | 13 поединков, 12 побед (9 нокаутом), 1 поражение. | 13 поединков, 12 побед (9 нокаутом), 1 поражение. | 13 поединков, 12 побед (9 нокаутом), 1 поражение. | 13 поединков, 12 побед (9 нокаутом), 1 поражение.               | 13 поединков, 12 побед (9 нокаутом), 1 поражение. | 13 поединков, 12 побед (9 нокаутом), 1 поражение. |
| Бой                                               | Рекорд                                            | Дата боя                                          | Соперник                                          | Место проведения боя                                            | Раундов, время                                    | Примечание                                        |
| ------------------------------------------------- | ------------------------------------------------- | ------------------------------------------------- | ------------------------------------------------- | --------------------------------------------------------------- | ------------------------------------------------- | ------------------------------------------------- |
| 13                                                | 12-1                                              | 22 октября 2022                                   | Ника Гваджава (12-27-3)                           | Sportska Dvorana, Забок, Хорватия                               | TKO 3 (8), 0:47                                   |                                                   |
| 12                                                | 11-1                                              | 1 апреля 2022                                     | Ричард Болотник (18-6-1)                          | Palau Olímpic Vall d'Hebron, Барселона, Каталония, Испания      | UD 8 (8)                                          | Счёт судей: 75-77, 75-78 (дважды).                |
| 11                                                | 11-0                                              | 5 ноября 2021                                     | Сергей Демченко (23-15-1)                         | PalaEur, Рим, Лацио, Италия                                     | UD 6 (6)                                          | Счёт судей: 60-54 (трижды).                       |
| 10                                                | 10-0                                              | 14 декабря 2019                                   | Ведран Шошкан (2-3)                               | Congress Centrum, Оберхаузен, Северный Рейн-Вестфалия, Германия | RTD 1 (6), 3:00                                   |                                                   |
| 9                                                 | 9-0                                               | 6 октября 2019                                    | Янош Лакатош (4-41-1)                             | Arena Stozice, Любляна, Словения                                | KO 1 (6), 1:00                                    |                                                   |
| …                                                 |                                                   |                                                   |                                                   |                                                                 |                                                   |                                                   |
| 3                                                 | 3-0                                               | 21 октября 2017                                   | Левани Лухуташвили (4-0)                          | TipsArena, Линц, Австрия                                        | PTS 6 (6)                                         | Счёт судьи: 58-55.                                |
| 2                                                 | 2-0                                               | 24 июня 2017                                      | Мамаду Ба (3-6-2)                                 | La Salamandre, Пон-Сент-Максанс, Уаза, Франция                  | UD 6 (6)                                          | Счёт судей: 58-56, 59-55 (дважды).                |
| 1                                                 | 1-0                                               | 22 апреля 2017                                    | Милан Петрович (дебют)                            | Tivoli Arena, Любляна, Словения                                 | KO 1 (6), 0:53                                    | Профессиональный дебют.                           |